# USS Ruchamkin (APD-89)
L'USS Ruchamkin (APD-89), ex-DE-228 , plus tard LPR-89, était un transport à grande vitesse de l'United States Navy en service de 1945 à 1946, de 1951 à 1957 et de 1961 à 1969. Il a ensuite vendu à la Colombie pour servir comme ARC Córdoba (DT-15) dans la marine nationale colombienne jusqu'en 1980. Sa coque et sa superstructure ont été reconstruites dans un parc de loisirs à Tocancipá près de Bogotá.

## Historique
Ruchamkin , de classe Rudderow a été établi en tant que destroyer d'escorte USS Ruchamkin (DE-228) le 14 Février 1944 par le Philadelphia Naval Shipyard à Philadelphie, en Pennsylvanie, et a été lancé le 15 Juin 1944. Le navire a été reclassé en tant que destroyer de transport de classe Crosley et renommé APD-89 le 17 juillet 1944. Après avoir été converti à son nouveau rôle par la Duane Shipbuilding Corporation, il a été mis en service le 16 septembre 1945 pour de exercices d'entrainement sur la côte est des États-Unis. il a été retiré du service le 27 février 1946 à Green Cove Springs et mis en flotte de réserve dans l'United States Navy reserve fleets à St. Johns River.
Après cinq ans d'inactivité, Ruchamkin a été remis en service le 9 mars 1951. Basé à la Naval Amphibious Base Little Creek à Virginia Beach et a participé à des opérations d'entraînement à la guerre amphibie au large de Porto Rico pendant l'été et l'automne de 1951. En janvier 1952, il a participé à son premier déploiement en Méditerranée avec la sixième flotte des États-Unis. Il a été mis hors service le 13 août 1957 et remis en réserve jusqu'en 1961.
Il a été réactivé pour augmenter les capacités de transport lors de la crise de Berlin. En 1963 il est entré dans le programme Fleet Rehabilitation and Modernization à Norfolk et reclassé LPR-89 en 1969. Ruchamkin a été mis hors service le 24 novembre 1969 pour un transfert immédiat à l'étranger. Il a finalement été rayé du Naval Vessel Register le 31 octobre 1977.

### Marine colombienne
Ruchamkin a été remis en Colombie aux termes du programme Mutual Defense Assistance Act le 24 novembre 1969, jour de son dernier déclassement de la marine américaine. Il a été nommé ARC Córdoba (DT-15) dans la marine colombienne le même jour et a servi jusqu'à sa retraite en 1980.
Il a ensuite été mis au rebut. Sa coque et la superstructure ont été sauvées et réédifiée au parc d'attractions Jaime Duque à Tocancipá, près de Bogotá.

## Galerie

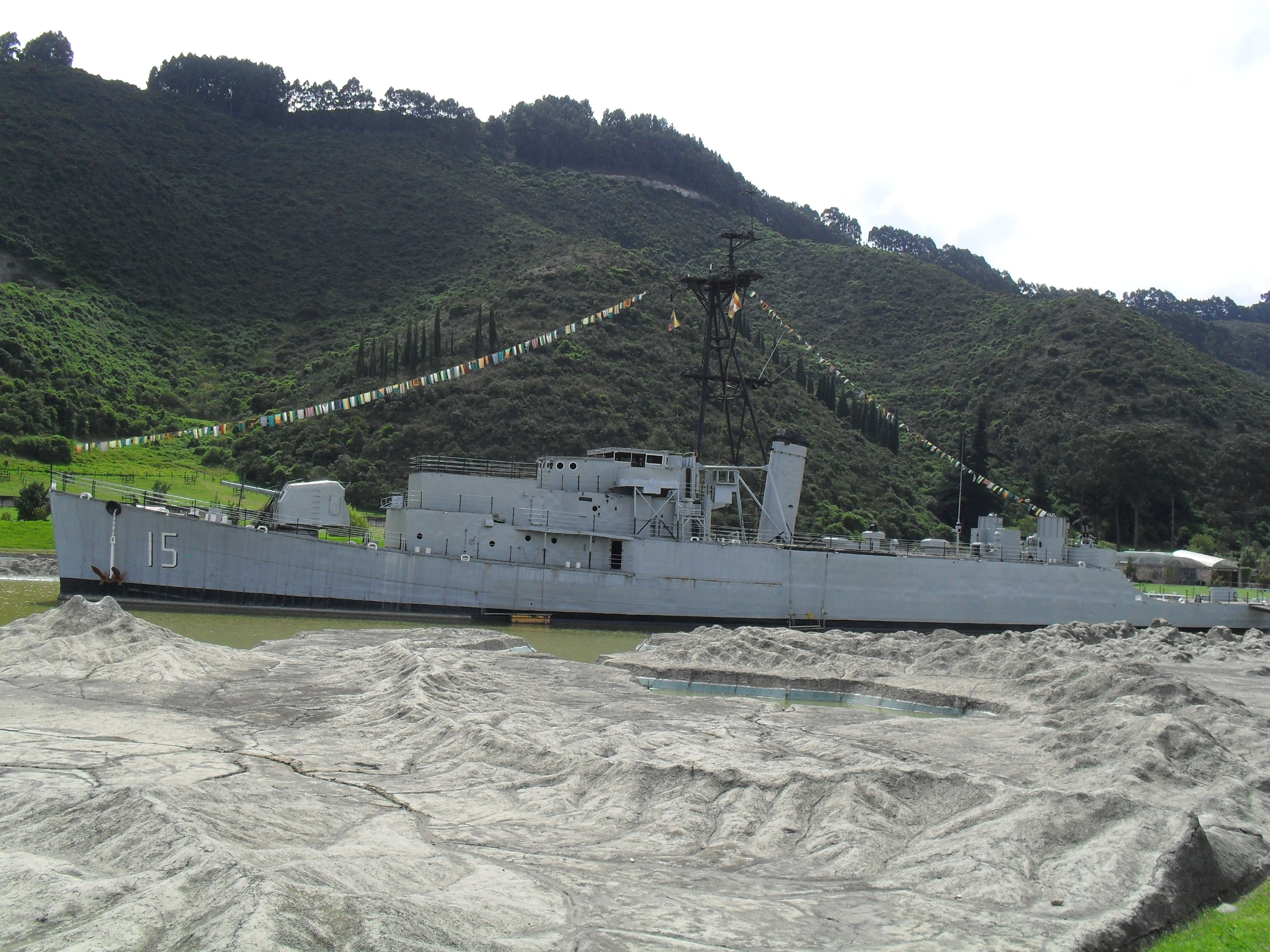
ARC Cordoba (DT-15)
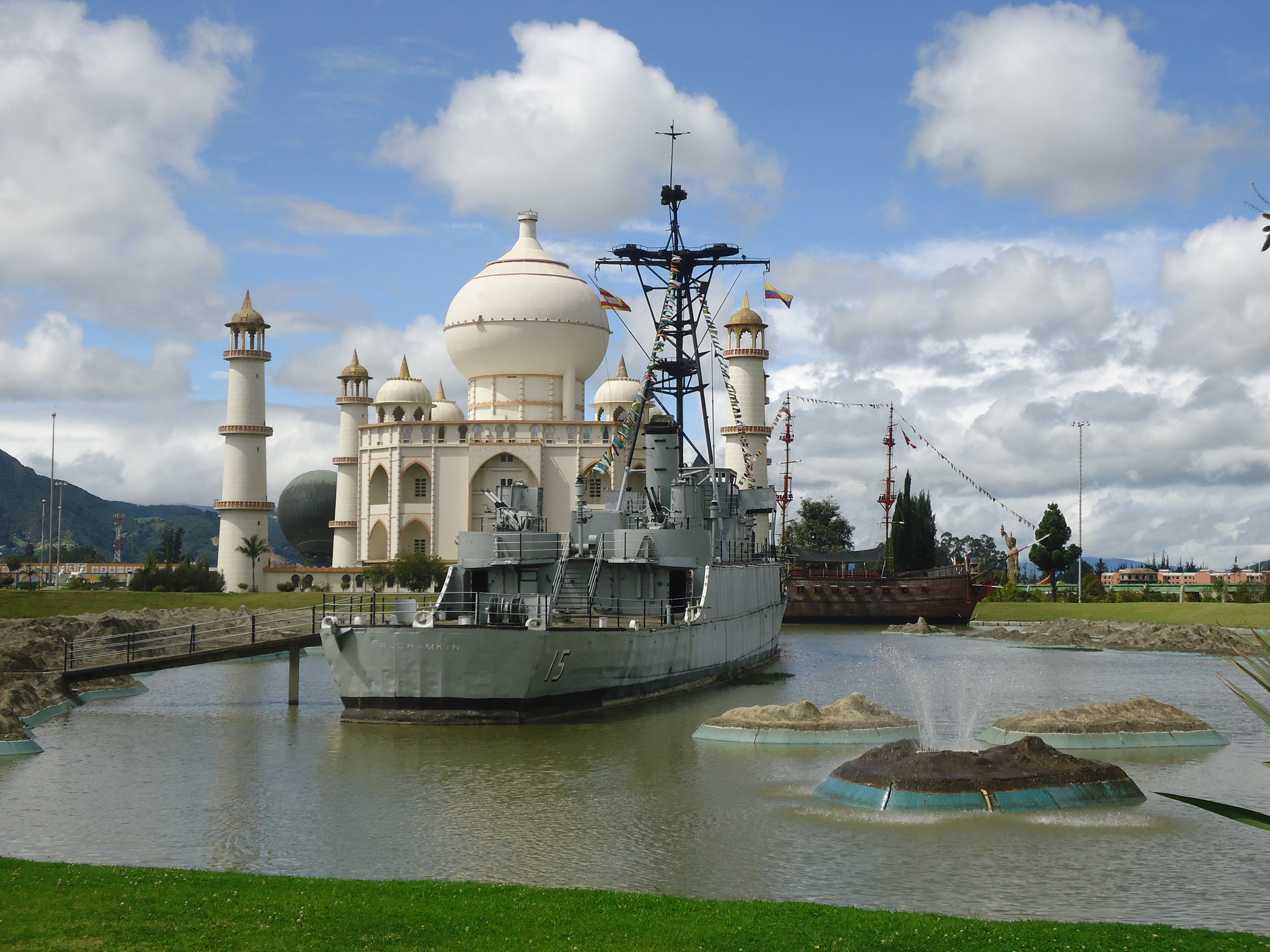
Parque Jaime Duque